# 1865 dans les chemins de fer
Chronologie des chemins de fer
1864 dans les chemins de fer - 1865 - 1866 dans les chemins de fer

## Évènements

### Janvier
- 5 janvier.  France :   mise en service de la section Corbeil-Essonnes - Maisse de la ligne Villeneuve-Saint-Georges - Montargis (PLM).

- 18 janvier.  France :   mise en faillite de la Compagnie du chemin de fer de Lyon (la Croix-Rousse) au camp de Sathonay[1].

### Février
- 28 février, France : premiers essais d'une locomotive Fell entre Lanslebourg et le col du Mont-Cenis, en vue de la création du chemin de fer du Mont-Cenis.

### Mars
- 12 mars.  Espagne :   mise en service de la section Benicasim-Ulldecona de la ligne qui devait unir Valence à Tarragone.

### Avril
- 26 avril.  France :   mise en service de la dernière section de la ligne Paris - Brest, entre Guingamp et Brest (Compagnie de l'Ouest).

### Juin
- 22 juin.  Espagne :   inauguration de la section Irurtzun-Altsasu du chemin de fer de Pampelune à Irun (compañia del ferrocarriil de Zaragoza a Pamplona).

- 26 juin.  Espagne :   inauguration de la section Espulgas-Montblanch du chemin de fer de Montblanch à Lerida (compañia del ferrocarril de Montblanch a Lerida).

### Juillet
- 12 juillet.  France :   première loi sur les chemins de fer d'intérêt local.

- 24 juillet.  France :   ouverture de la ligne Serquigny - Oissel (Compagnie de l'Ouest).

### Novembre
- 4 novembre, France : décret impérial autorisant la construction du Chemin de fer du Mont-Cenis.

### Décembre
- 17 décembre, Italie : décret impérial autorisant la construction du Chemin de fer du Mont-Cenis.

- 28 décembre.  France :   ouverture de la section Brétigny - Vendôme de la ligne Brétigny - La Membrolle-sur-Choisille (Paris-Orléans).